# ديمقراطية أثينية
الديمقراطية الأثينية (باليونانية: Αθηναϊκή δημοκρατία)‏ هي أول ديمقراطية في العالم وضعت حوالي القرن الخامس قبل الميلاد في دولة المدينة أثينا (المعروفة ببوليس، وهي تضم أثينا اليونانية وإقليم أتيكا المحيط بها). اتبعت المدن اليونانية الأخرى نوعًا من الديمقراطيات ولكن النموذج الأثيني أكثرهم توثيقا. طور الأثينيون الديموقراطية نحو القرن السادس قبل الميلاد في مدينة بوليس الإغريقية، وتشمل أثينا ومنطقة أتيكا المحيطة، وهي واحدة من الديمقراطيات اليونانية القديمة، وتُعرف أحيانًا بأنها أول ديموقراطية معروفة في العالم. وضعت مدن إغريقية أخرى ديموقراطيات مشابهة، ولكن لم يُوثَّق أي منها جيدًا. 

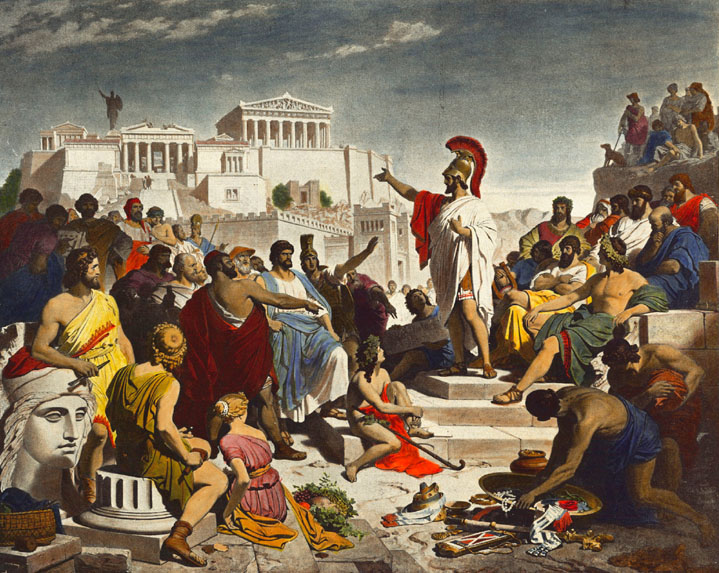

هو نظام ديمقراطية مباشرة حيث يقوم المواطنون المخولون على التصويت المباشرة على التشريعات التنفيذية والقوانين. لم تكن المشاركة مفتوحة أمام جميع سكان. من يحق له التصويت هو الرجل البالغ ومن المواطنيين الإثينيين، أي لا يحق للمقيمين الأجانب، العبد أو الامرأة بالتصويت. و يبلغ عدد من يحق له بالتصويت ما بين  30,000 و 50,000 من مجموع السكان البالغ عددهم حوالي 250,000 إلى 300,000" أي "لا أكثر من 30 في المئة من مجموع السكان البالغين."
تعد فترة حكم الزعيم بريكليس أطول فترة بقي فيه بالحجم. بعد وفاته، إضطربت الديمقراطية الأثينية مرتين لفترة وجيزة بسبب ثوراة قام بها القلة في نهاية الحرب البيلوبونيسية. تم تعديلها بعض الشيء إصلاحات يوكليدس. وكل ما وصلنا من وثائق حول الديمقراطية الإثنية تصف فترة إقليدس أكثر مما وصلنا عن حقبة بيريكليس. قام المقدونيون بقمع الديمقراطية في عتم 322 قبل الميلاد. وقد أعيد إحياء المؤسسات الديمقراطية الأثينية في وقت لاحق. لكن لا يوجد اثباتات حول مدى قربها من الديمقراطية الحقيقية.
شارك سولون (594 ق.م)، وكليسثنيس (508 ق.م)، وإفيالتس (462 ق.م) في تطوير الديموقراطية الأثينية. كسر كليثينيس شوكة الطبقة الثرية، وكان القائد الديموقراطي الأكثر بقاءً هو بريكليس، قوطعت الديموقراطية الأثينية بعد موته مرتين لفترة وجيزة بسبب الثورات الأوليغاركية في نهاية الحرب البيلوبونيسية. تم تعديل النظام أكثر من مرة، وقمعها المقدونيون سنة 322 ق.م، أُعيد إحياء المؤسسات الأثينية لاحقًا، لكن ما زال قربهم من الديموقراطية الحقيقية موضوعًا للمناقشة.

## التأثيل
تتألف كلمة الديموقراطية «δημοκρατία» من (ديمو) «δῆμος» التي تعني «الشعب»، و(قراطس) «κράτος» التي تعني «القوة» أو «السلطة»، ويتشابه المقطع الأخير مع المقطع الأول من مصطلحي «حكومة الملكية» و«حكم الأقلية» ويعني المقام الأول، أو السلطة، أو السيادة. ربما كان اعتماد مصطلح «الديموقراطية» مشتقًا من الشكل الجديد للحكومة الذي قدمه الديمقراطيون الأثينيون. واستُخدمت الكلمة بالفعل بمعنى «رئيس البلدية»، وهو منصب أو رتبة الحاكم المحلي، ثم اكتسب مصطلح الديموقراطية معنى جديد في الاستخدام الحالي.
لا نعرف هل كانت كلمة «الديموقراطية» موجودة عند إنشاء الأنظمة التي أصبحت تسمى ديموقراطية لأول مرة. غالبًا كان الاستخدام الأول للمصطلح عام 470 ق.م في مسرحية لأسخيلوس. ويفسر في السياق بأنه «يد الشعب للسلطة» مقابل ميل الأصوات التي أدلى بها الشعب، أي السلطة التي ينفذها الشعب في مجلس النواب. ثم تأتي الكلمة في أعمال هيرودوت في النثر اليوناني قبل 440 ق.م، ويوصف الشعب بالديموقراطي، إشارةً إلى الولاء للديموقراطية، وكذلك يوجد الاسم في إيولان تنموس.

## التاريخ

### التطور

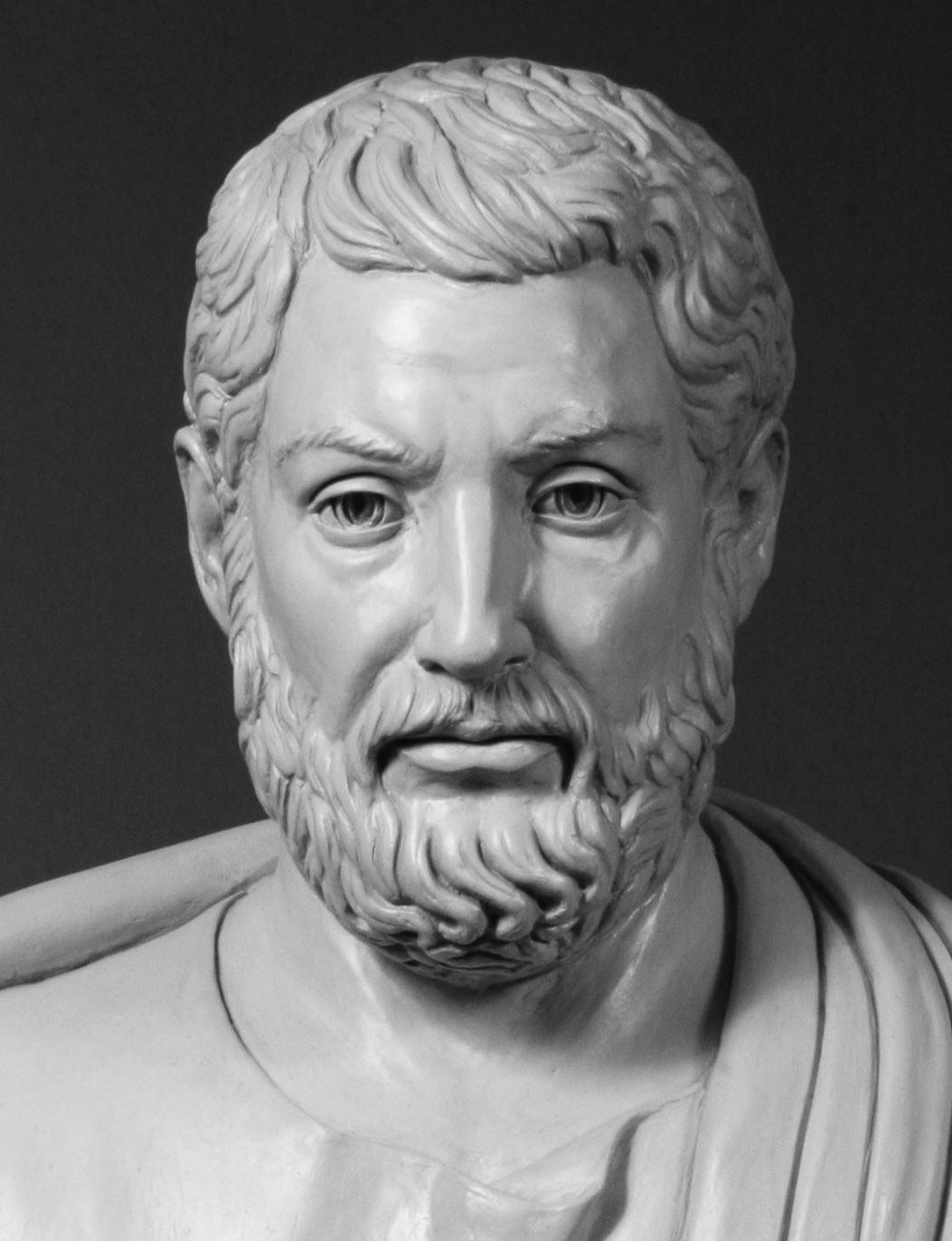
كليسثنيس

لم يكن الأثينيون هم الوحيدين في اليونان القديمة الذين أسسوا نظامًا ديموقراطيًا. يشير أرسطو إلى مدن أخرى تبنت النمط الديموقراطي للحكومات. يرجع تاريخ المؤسسات الديموقراطية إلى الأثينيين، إذ كان لدى هذه الولاية فقط سجلات تاريخية كافيه للتكهن حول طبيعة الديموقراطية اليونانية.
قبل المحاولة الأولى للحكومة الديموقراطية، حكم الأثينيين سلسلة من الحكام الرئيسيين والسابقين. كان أعضاء هذه المؤسسات أرستقراطيين عمومًا. سنة 621 ق.م، أستبدل دراكو نظام القانون الشفهي السائد بقانون مكتوب لتستخدمه المحكمة. وسنة 594 ق.م أصدر سولون الحاكم الرئيس آنذاك إصلاحات تضمنت تعريف المواطنة، ومنح كل مواطن حر في أتيكا دور سياسي. كان لدى المواطنين الأثينيين حق المشاركة في اجتماعات الهيئة. بضمان الدور الأرستقراطي السابق لكل مواطن حر من الأثينيين لديه ملكية، أعاد سولون تشكيل الإطار الاجتماعي للولاية. وبموجب هذه الإصلاحات، قام مجلس مكون من 400 قنصل (مع 100 مواطن من قبائل أثينا الأربعة) بإدارة الشؤون اليومية ووضع البرنامج السياسي. وقام أريوباغوس بدور «الوصاية على القوانين». وأسس سولون مجلسًا كانت المشاركة به مُتاحة لجميع المواطنين الذكور.       
سنة 561 ق.م، أطاح الطاغية بيسيستراتوس بالديموقراطية الوليدة، لكن أُعيد تنظيمها بعد طرد ابنه هيبياس سنة 510. أصدر كليسثنيس إصلاحات عامي 507 و508 ق.م، قوضت هيمنة العائلات الأرستقراطية وربطت جميع الأثينيين بحكم المدينة. عرّف كليسثينيس سكان أتيكا الأحرار بأنهم مواطنون أثينيون، وأعطاهم قوة ودورًا بمعنى التضامن المدني. وذلك بجعل القبائل التقليدية لا علاقة لها بالسياسة، وأسس عشر قبائل جديدة على أساس 3 معاهدات تضم كل منهم عدة أراضٍ. وكل مواطن ذكر فوق الـ18 سنة يجب أن يُسجل في منطقته.
وضع إيفيالتس المجموعة الثالثة من الإصلاحات، في حين كان خصومه بعيدًا يحاولون مساعدة الأسبرطيين. أقنع الهيئة بتقليل قوى أيروبكيوس إلى محاكم جرائم لحالات القتل وتدنيس المقدسات. في نفس الوقت تقريبًا، مددت عضوية الأريوباغوس إلى مستوى أقل من المواطنة الخاصة.
وفي أعقاب هزيمة الأثينيين الكارثية في الحملة الصقلية سنة 413 ق.م، اتخذ بعض المدنيين خطوات للحد من الديموقراطية الراديكالية التي ظنوا أنها تقود المدينة نحو الهاوية. جرت جهودهم في البداية عبر القنوات الدستورية، بالغة ذروتها في تأسيس حكم الأقلية أو الأورليغاركية، مجلس الـ400، في الانقلاب الأثيني سنة 411 ق.م. ظل حكم الأورليغاركية قائمًا 4 أشهر فقط إلى أن استُبدل بنظام أكثر ديمقراطية. حكمت الأنظمة الديموقراطية حتى استسلام أثينا لأسبرطة سنة 404 ق.م حين استُبدلت الحكومة على أيدي الطغاة الثلاثين الذين كانوا موالين لأسبرطة. وبعد عام استعادت العناصر المؤيدة للديموقراطية السيطرة، وصمدت الديموقراطية حتى الغزو المقدوني بقيادة فيليب الثاني عام 338 ق.م.

### ما بعد السقوط
قاد الإسكندر الأكبر تحالفًا من الدول اليونانية إلى الحرب مع بلاد فارس عام336  ق.م، لكن جنوده اليونانيين كانوا رهن سلوك دولهم. توترت علاقته مع أثينا بالفعل عندما عاد إلى بابل عام 324 ق.م، وبعد وفاته، قادت أثينا مع أسبرطة عدة دول يونانية إلى الحرب مع مقدونيا لكنها هُزمت.
أدى ذلك إلى السيطرة الهلنستية على أثينا، إذ عين الملك المقدوني حاكمًا محليًا لأثينا. وحافظ الحكام الذين عينهم كاسندر، مثل ديميتريوس الفالرومي، على الوجود الرسمي لبعض المؤسسات التقليدية، رغم أن الجمهور الأثيني لم يعدهم سوى دكتاتورات ديموقراطيين. وفور أن أنهى ديميتريوس بوليوريتس حكم كاساندر على أثينا، ذهب ديميتريوس من فالروم إلى المنفى واستعاد الديموقراطية عام 307 ق.م. وأصبحت أثينا «عاجزة سياسيًا».

## وصلات خارجية
- موسوعة التاريخ القديم - الديمقراطية الأثينية
- أوبانك، ن. طبيعة الديمقراطية الأثينية، مجلة كليو هيستوري 2009.